# 玉山石竹
玉山石竹（學名：Dianthus pygmaeus Hayata），石竹科石竹屬，多年生草本植物，花期四～十一月。除了玉山外，在台灣中部的清境農場，合歡山及八通關古道都有發現。由於高山植物開花普遍較平地為晚，所以在清境農場，玉山石竹開放在五六月份，合歡山北峰卻是七月開放。

## 分類學
石竹科（Caryophyllaceae）全世界約有 80 餘屬 2000 多種，共分為指甲草亞科（subfam. Paronychioideae Meisn）、繁縷亞科（subfam. Alsinoideae Fenzl）及石竹亞科（subfam.Caryophylloideae (Juss.) Rabeler & Bittrich）等，其中石竹亞科約有 22 屬一千三百餘種。第二版台灣植物誌（Flora of Taiwan）（Ying, 1996）中，將台灣產石竹科分為 9 屬 33 個分類群，中國植物誌（Tang, 1996; Lu, 1996）則將台灣的石竹亞科植物分為 3 屬 6 種 1 變種。
臺灣產石竹屬現有六種，分別為：石竹（Dianthus chinensis L.）、長萼瞿麥（Dianthus longicalyx  Miq. (Maxim.) Will. 1893）、巴陵石竹（Dianthus palinensis S.S.Ying, 1987）、白花玉山石竹（Dianthus pygmaeus Hayata f. iflorus (S. S. Ying) S. S. Ying 1996）、玉山石竹（Dianthus pygmaeus Hayata, 1914）、臺灣瞿麥（Dianthus superbus L. var. taiwanensis (Masam.) Liu & Ying 1976）。
2004 年李祖文所發表的「台灣產石竹亞科植物之分類研究」，將台灣產石竹亞科植物處理為 2 屬 10 種 4 變種，共 14 個分類群，包含8個特有類群，研究中將白花玉山石竹（D.  pygmaeus  f.  albiflorus）併入玉山石竹（D. pygmaeus），將台灣瞿麥（D. superbus var. taiwanensis）併入瞿麥（D. superbus var. superbus）。

## 發現及命名
玉山石竹的學名發表文獻收錄於Hayata, Icones Plantarum Formosanarum 3: 34. 1913.  (Icon. Pl. Formos., 台灣植物圖譜)，日文為 にいたかせきちく。
以玉山為名的臺灣原生植物有 66 種，主要為 1900 年日本學者如早田文藏、川上瀧彌等進入玉山山區採集或發表，部分特有種更以玉山為名，如玉山石竹、玉山小蘗、玉山筷子芥、玉山佛甲草、玉山懸鉤子、玉山杜鵑、玉山龍膽......等。
早田文藏於 1905 年至 1924 年，長期到臺灣從事植物調查，於 1911-1921 年陸續發表「台灣植物圖譜」十卷。該十卷書收錄 1854－1895 年間西洋人所收集及發表的一千餘種臺灣植物，以及 1895 年之後日本學者所發表的物種，總計有 170 科、1197 屬、3568種及 79 變種。其中 1200 種為臺灣之新發現種，每種均有詳盡之拉丁文描述、文獻、產地及插圖。「台灣植物圖譜」 臺灣僅存三套，由於書況不佳，目前已進行數位化，刊載於台灣植物資訊整合查詢系統。

## 同物異名
Dianthus pygmaeus f. albiflorus (S.S.Ying) S.S.Ying (synonym)

## 别名
小石竹（拉汉种子植物名称）

## 分布
玉山石竹特產台灣中、高海拔山區之空曠地，整個島上 1500 至 3000 公尺，位於多岩石的地方和路邊，相當普遍。高山植物由於低溫、低氣壓、多霧、多風，植物體為忍受惡劣的環境，常形成葉密被毛絨或蠟質，或葉片肥厚，或葉緣反捲。加上土壤乾旱，地表又多為裸岩、岩屑石礫地、碎石坡等，普遍生長低矮。

## 形態

### 莖
多年生草本植物，莖有時木質化，20-50 cm高，基部匍匐並向上分枝，分枝直立或上升，莖纖細無毛。

### 葉

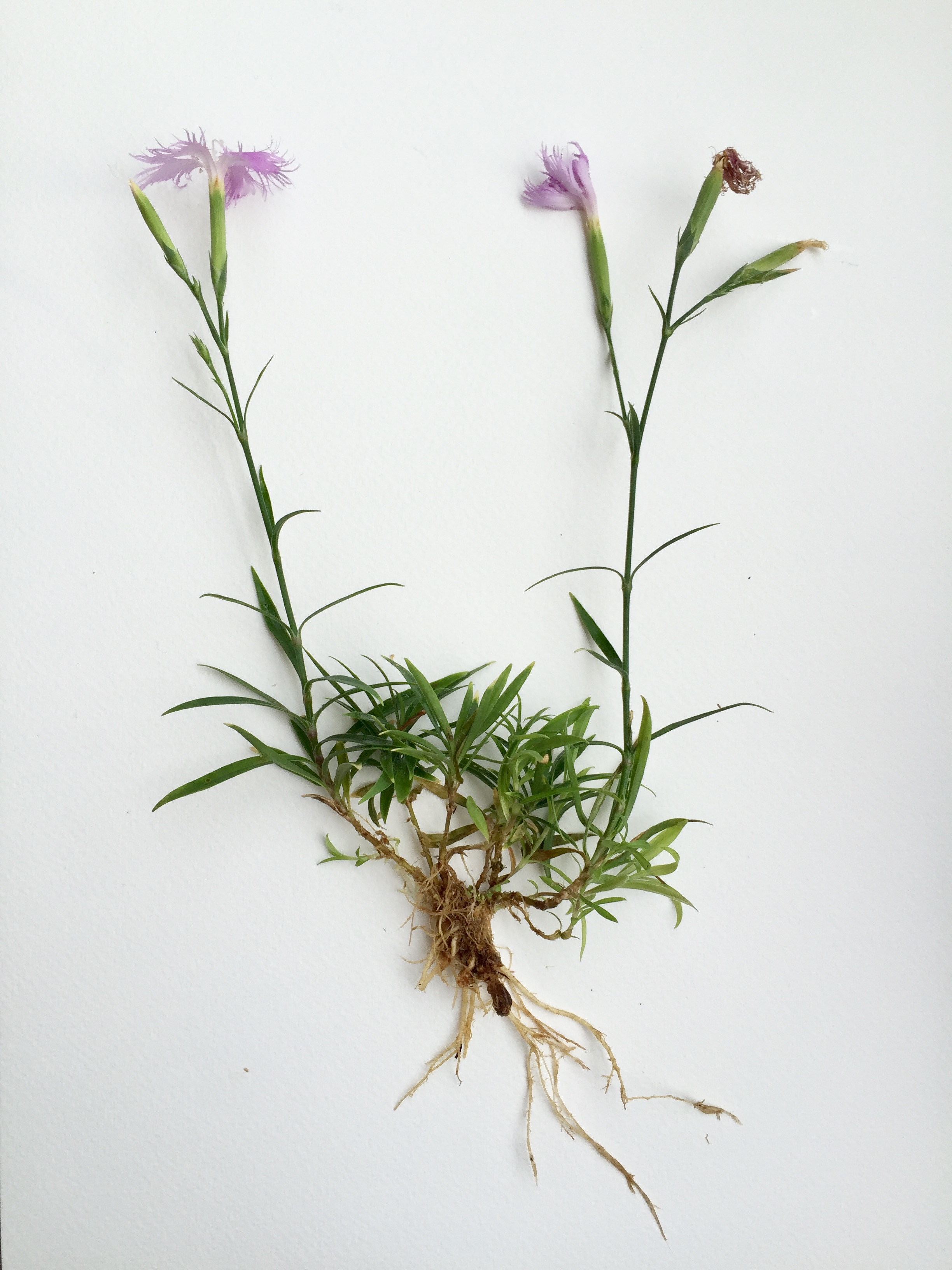
玉山石竹根莖葉花

葉對生，線形，長約 2–5 cm，寬 1–4 mm，先端銳尖，基部細長，節上膨大，邊緣具微小齒狀，兩面無毛。

### 花

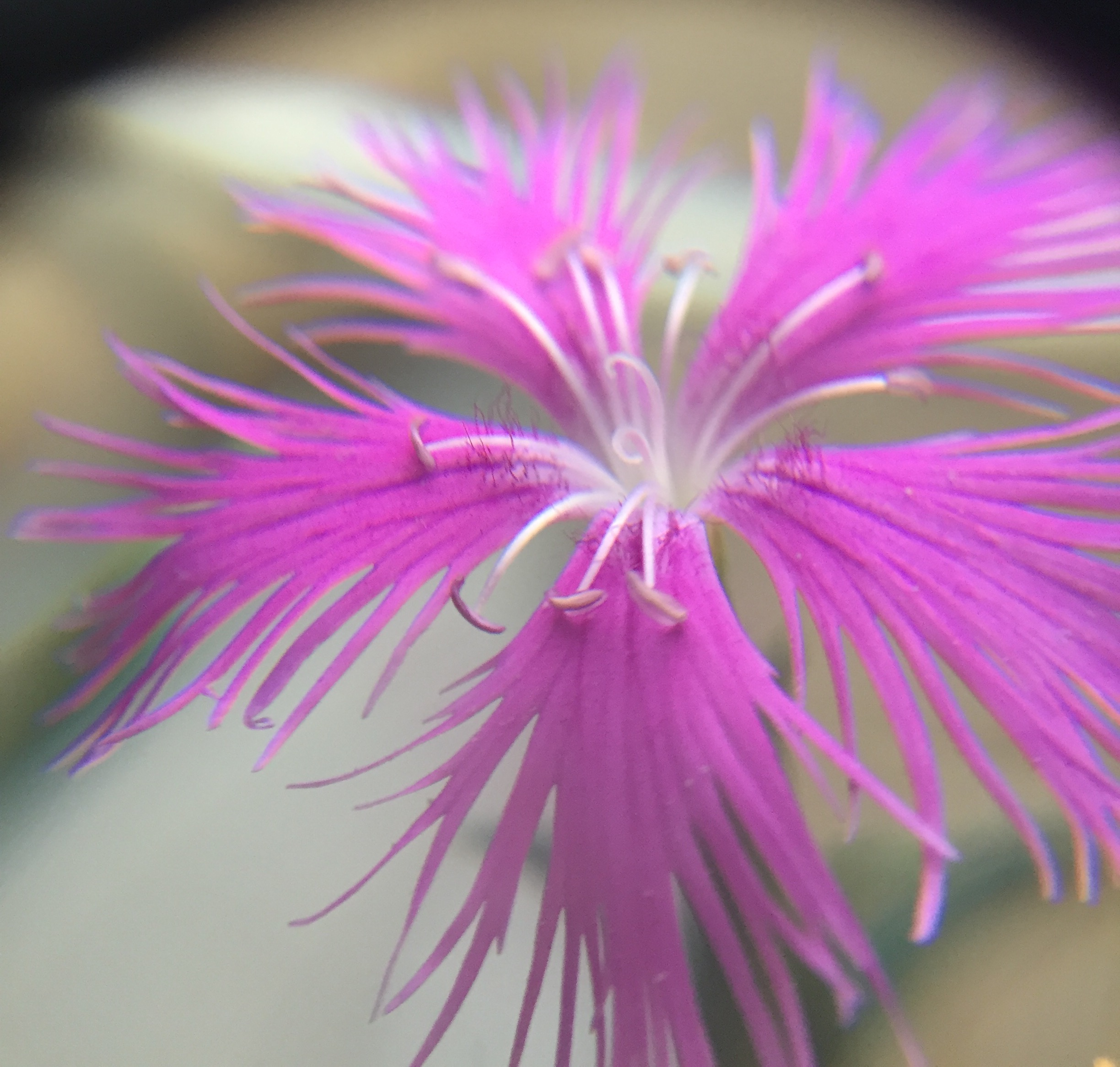
玉山石竹花

- 花單生或聚繖花序頂生，花瓣 5 枚，大而明顯，桃紅至粉紅色（有時出現白色個體），花徑可達 48mm; 花序梗長 5-8cm，纖細[1][2]。
- 花瓣呈長流蘇狀，底部腺毛多向上，包覆於長萼筒中的稱花瓣柄，外露部分稱花瓣簷; 花瓣簷端部長條狀剪裂，裂片長度明顯大於花瓣簷長度之四分之一[1][6]。
- 萼筒圓管形，長 18~24mm，基部具對生苞片 2對，其中以玉山石竹之萼筒最短[1][2]。
- 雄蕊 10 枚，花絲纖細，無毛，花藥線形長圓形，雄先熟（protandry），避免自花授粉；雌蕊 2 枚，花柱先端通常捲曲或螺旋狀，內面為柱頭，具有毛狀小突起[2][6]。
- 子房下位，子房圓柱形，無毛[6]。

### 果實
蒴果長柱狀，比萼筒長，端部明顯外露。

### 種子
種子黑色，圓形或盾狀，兩面扁平，先端有尖突。

## 台灣產石竹屬分辨

### 石竹屬檢索表
台灣產石竹亞科植物之分類研究，國立臺灣師範大學生命科學研究所， 2004 李祖文
1. 植株高度小於 15cm；葉線形；萼筒綠色雜有紫色，長約 18 mm-----Dianthus pygmaeus 玉山石竹
1. 植株高度大於 25cm；葉披針形或披針狀線形；萼筒長約 25–40 mm
2. 瓣簷絲狀裂長度小於 1/4--------------------------Dianthus palinensis 巴陵石竹
2. 瓣簷絲狀裂長度大於 1/4
3. 莖和葉表面綠色；基生葉排列鬆散，葉緣有粗毛；節稍微膨大
4. 萼筒長約 25–30 mm，通常紅紫色------------------Dianthus superbus  var. superbus 瞿麥
4. 萼筒長約 30–40 mm，綠色-----------------------Dianthus superbus  var. longicalycinus 長萼瞿麥
3. 莖和葉表面綠色具白粉；基生葉十字對生，緊密排列，葉緣有粗毛；節明顯膨大----Dianthus seisuimontanus 清水山石竹